# 2010年亞洲運動會跆拳道爭議事件
2010年亞洲運動會跆拳道爭議事件（又稱楊淑君事件、黑襪事件）是2010年廣州亞運的爭議裁判事件之一，發生於2010年11月17日，中華臺北亞運代表團的跆拳道項目選手楊淑君在比賽中遭判定犯規敗，以0比12敗北。亞洲跆拳道聯盟指出她的使用舊款電子襪，其感應器違規，有作弊之嫌，但中華臺北隊認為判決不公，引起臺灣社會以及國際媒體的關注與討論。此次事件使台灣與韓國兩地的關係跌至冰點。
經世界跆拳道聯盟組成委員會調查，仍認定楊淑君因使用舊款電子襪，不合規定而落敗，並針對霸佔場地部份做出禁賽處份。最終中華民國跆拳道協會接受此判決，楊淑君本人撤回對國際運動仲裁庭提出的仲裁要求。

## 事件經過

### 跆拳道比賽及判罰
2010年11月17日，臺灣跆拳道選手楊淑君在代表中華臺北參加於中國廣州舉行的2010年亞洲運動會時，在跆拳道女子49公斤級預賽中對陣越南代表隊選手武氏厚。在比賽前，楊淑君使用的新款電子襪型號不合，感應不良，大會要求更換，楊淑君換上慣用的舊款電子襪。在赛前试踢后，應主裁判及台下技术人员要求，教練劉聰達撕下楊淑君後腳跟之兩片舊款感應貼片，之后比賽開始。
第一回合楊淑君以9:0一路領先。在第一回合即將結束前12秒，場上裁判中止比賽。
亚运会跆拳道比赛技术代表趙磊聲稱，韓國電子護具工程師向他報告，發現楊淑君電子感應片的訊號有異常反應，安排當值競賽監督委員會洪性天進行處理。洪性天暫停比賽，進行電子襪檢查，指出「發現兩枚違規放置的電子芯片」。随后趙磊召集其余三名來自韓國、新加坡、伊朗的監督委員商議，並邀請世界跆拳道秘書長梁振錫旁聽。經集體決議，宣佈楊淑君因電子襪感應片犯規取消比賽資格，越南代表隊選手武氏厚獲勝。
教練對大會表示無法接受，楊淑君則在會場中以霸佔場地方式抗議近一小時。事後，中華台北隊以書面形式提出申诉。

### 相關人員

#### 裁判
主審： 費南德茲（Stephen Estanislao Fernandez）
邊審： 郭麗、 法迪勒（Faraj M. Alfadhel）、 阿卜杜賈博羅夫（Jamshed Abdujaborov）

#### 亞洲跆拳道聯盟竞赛监督委员会委員
| 姓名           | 國籍           | 世界跆拳道聯合會職務                                            | 亞洲跆拳道聯盟職務                                          | 本屆亞運會職務                 |
| -------------- | -------------- | --------------------------------------------------------------- | ----------------------------------------------------------- | ------------------------------ |
| 赵磊           | 中华人民共和国 | 世界跆拳道聯合會執行理事会理事 世界跆拳道联合會裁判委员会副主席 | 亞洲跆拳道聯盟執行委員會委員 亚洲跆拳道联盟技术委员会副主席 | 亞運會跆拳道競賽技術代表       |
| 洪性天         | 菲律賓         | 世界跆拳道聯合會執行理事会理事                                  |                                                             | 亞運會跆拳道竞赛監督委員       |
| （未公開姓名） | 新加坡         |                                                                 |                                                             | 亞運會跆拳道竞赛監督委員会委員 |
| （未公開姓名） |                |                                                                 |                                                             | 亞運會跆拳道竞赛監督委員会委員 |
| （未公開姓名） | 伊朗           |                                                                 |                                                             | 亞運會跆拳道竞赛監督委員会委員 |
| 梁振錫         | 美国           | 世界跆拳道聯合會秘書長                                          | 亚洲跆拳道联盟秘书长                                        |                                |

### 爭議事件時程表
| 时间  | 描述 |
| ----- | --- |
| 10:32 | 楊淑君進入檢測處，但原本慣用的新款電子感應襪經大會檢錄組測試後，認為感應度不佳而要求更換。 |
| 10:42 | 楊淑君更換了備用的舊款電子感應襪，經檢測，韓國籍裁判簽名認可後，準備出場比賽。 |
| 10:52 | 賽前主審再度確認雙方選手身上裝備是否合格，並進行賽前試踢，以測試感應訊號。试踢后，台下技术人员向主裁判进行示意，并作短暂交谈。應主裁判要求，教練劉聰達撕下楊淑君後腳跟之兩片舊款感應貼片並棄置在座椅下，之後主裁判宣布比賽進行。 |
| 10:54 | 比賽進行約1分48秒，楊淑君以9：0大幅領先對手。中國技術代表趙磊聲稱接獲韓國技術工程師報告，發現楊淑君電子襪有異常，要求當值監督委員洪性天去檢查護具。洪性天宣佈暫停比賽，楊淑君走下賽場接受檢查。洪性天等人查看楊淑君腳後（此时杨淑君腳後跟并无舊款感應貼片）。接著，洪等人要求裁判走到賽場另一邊，向教練劉聰達索取早已於正式比賽開始前按要求撕下并被棄置於椅子旁邊的感應貼片，拿給護具工程師檢查。 |
| 11:30 | 楊淑君的判決結果出爐，判為楊淑君使用舊款電子襪，認定違規，以腳后跟被拿下來的兩枚舊款電子襪感應片為證據。最後競賽監督委員會處以犯規敗處罰，直接宣佈楊淑君以0:12敗。 |
| 11:50 | 中華台北隊以書面形式提出申诉。同時間，楊淑君和中華台北隊教練持續坐在場上抗議不公，達一個多小時，影響到其它比賽進行。 |
| 13:30 | 亞洲跆拳道聯盟競賽監督委員會維持原判，仍判為犯規敗。並以影響賽事進行為由，對楊淑君及劉聰達判決本屆禁賽。 |

以上表格中的时间皆为北京时间（UTC+8）2010年11月17日

## 大會說法

### 禁賽處罰
由於楊淑君和中華台北隊教練持續坐在場上抗議不公，不肯退场，達一個多小時，影響到其它比賽進行，故致使中華民國跆拳道協會因影響賽事進行而面臨禁賽處罰，最終僅判決楊淑君及劉聰達本屆亞運禁賽。中國報導稱，由於中国跆拳道协会進行工作，本届亚运会竞赛委员会技术代表赵磊亦向世界跆拳道联合会进行解释，從而避免了中华跆拳道协会受到全員禁賽處罰。
梁振錫表示，由於「楊淑君和其教練在被判罰後久坐賽場的抗議行為，影響了比賽進程」，對兩人處以本屆亞運會禁賽的處分。亞洲跆拳道聯盟曾向世界跆拳道聯合會建议对中华臺北跆拳道全队禁赛，同時懲罰中華跆拳道協會，不过在中国亞跆聯委員趙磊的解釋下，世跆联和亚跆联放弃了这个严厉的处罚，中华臺北将可继续参加之后的跆拳道比赛。

### 比賽規則
跆拳道是一個計點計分項目，爲減少裁判的主觀性和人爲因素，所以世界大賽越來越多采用靠電子感應計分的電子護具。運動員身著電子護具，腳穿帶有電子感應器的特制襪子，當踢中對手的軀幹部位時，電子螢幕會自動計分。而一些運動員爲增強得分敏感度，會在護具裏增加電子感應芯片的數目。
根據臺灣跆拳道教練解釋世跆盟規章，只有在選手沒有過磅，或者攻擊裁判、對手等行為，才能直接判定失去資格。違規貼片只能扣分。曾為跆拳道國手的黃志雄表示，20年來從沒看過如此嚴厲的判決，最多重賽、扣分。

### 解釋判罰原因
亞跆盟在判決楊淑君犯規敗時，在現場並沒有清楚說明原因，在賽後記者會才加以說明。最早是以電子襪違規為由，判決喪失資格。後來改稱是電子感應片違規，判決楊淑君犯規敗。經過申訴流程後，最終又回到使用舊款電子襪違規為理由，認為楊淑君失去資格。

#### 電子襪違規說
亞跆盟在賽後第一時間指出楊淑君犯規敗，是由於使用電子襪違規。11月17日晚間，賽後記者會上，梁振錫表示，檢錄時發現楊淑君穿戴違規感應設備，要求其撤除更換。楊淑君更換後通過了檢錄，但比賽開始後工程師從監控中發現異常，立即向技術代表趙磊匯報，最後由主裁判作出判決。梁振錫認為賽前大家已都對「符合規定和違反規定行為」達成共識，應當共同遵守，選手和教練的行為破壞了此「君子協定」，做此判決。
記者會中，梁振锡數度以「作弊」、「不誠實」等字眼指出楊淑君作弊。但他以「保護選手隱私」為由，不願正面回答楊淑君被判失去資格的原因，此舉引起臺灣媒體的不滿，持續追問。梁振錫認為臺灣媒體鬧場，拒絕繼續解釋與回答記者提問，大會翻譯拒絕翻譯（有媒体报道称翻译拒翻是受到赵磊指示，但赵磊否认）。臺灣媒體團最後集體離席，並引發兩岸记者间的短暂口角。

#### 電子感應片違規說
在中國的中共中央台灣工作辦公室與亞跆聯的關切下，趙磊向臺灣記者說明「楊淑君事件」。趙磊指出在比賽中，現場裁判在其襪子內查獲兩片能增加感應的裝備，楊淑君是被判「犯規敗」而不是被取消比賽資格。
2010年11月18日，亞洲跆拳道聯盟與世界跆拳道聯合會二度召開記者會，並邀請亞奧會官員法曼列席。梁振錫聲稱楊淑君所穿的電子襪並沒有違反規定，判決違規的理由是因為經由技術工程師委員檢舉後，競賽監督委員在楊淑君競楊淑君的電子腳套中發現，她雙腳的腳後跟部位私自安裝電子感應片，更有利于得分。此後，電子感應片違規說法成為之後賽事委員會的統一對外解釋。
亞洲跆拳道聯合會在官網上發表英文新聞聲明稿，標題是《中華臺北─驚人的詐術》（Shocking Act of Deception by Chinese Taipei），指控中華台北選手楊淑君作弊，於比賽後45秒被賽中技術委員發現非法地在襪子後跟額外添加兩片感應器，進而由裁判以「非法操控護具得分系統」（illegal manipulation of the PSS System）宣布楊淑君為敗方。後來梁振錫將亞跆盟官網指中華台北隊的騙術文章歸咎於駭客所為。
2010年11月19日下午，召開第三次記者會。梁振錫解釋之前一日一變的說法是翻譯問題，改口承認楊淑君的電子襪的貼片是在比賽前己被取下。但他表示只要曾經戴上這電子貼片就已不合規則，也指控該電子感應器是楊淑君自行改造，而非舊型電子襪中所有。梁振錫聲稱有兩位證人，一男一女，看到楊淑君在檢錄後，自己私自貼上感應貼片，且有錄影存證，但是他以保護隱私為由，拒絕提供錄影及證人證詞。他說道，在調查出爐前，不會再公佈有關事項。
2010年11月20日下午，亞洲跆拳道聯盟成立調查委員會，並與中華台北隊閉門對質。亞跆盟表示楊淑君在檢錄時並未貼上感應片，而是在通過檢錄後私自貼上，又質疑為何要使用容易私自改造的舊式電子襪。梁振锡始终强调，不管杨淑君穿的是新款还是旧款电子袜，只要是在脚后跟贴上电子感应片就是违规。就算赛前已经撕下，也要受到最严厉的处分。中華台北隊要求亞跆盟提出檢錄畫面與正式禁用公文，但亞跆盟解釋並無錄影畫面，也未正式禁用。

## 臺灣方面說法

### 澄清電子襪違規說
臺灣教練劉聰達現場接受臺灣緯來體育台主持人陳怡安電話專訪時表示，由於大會使用之LaJust Sports電子襪為新款樣式，最小尺寸仍略大，在檢錄組檢測時發生感應不良的情形，檢錄組要求更換，他只好使用符合楊淑君腳型之舊款電子襪，檢錄組也未對舊款電子襪提出異議。臺灣總教練劉慶文在接受緯來體育台專訪時表示，臺灣賽前已從製造商那邊取得符合尺寸的舊款電子襪，楊淑君穿著舊的新款電子襪參賽是因為「那一雙她比較習慣，動作更容易發揮」，後來在檢錄組的要求下，才換上新的舊款電子襪。
11月21日，跆拳賽事管理主任曹濤表示，賽事前領隊會議中的確只有提到希望各隊教練和選手遵守賽制規則，並且要求必須使用指定的「Lajust」產品，並未詳細規範到舊款電子襪中的電子貼片是否違規一事。LaJust Sports電子襪代理商經緯洋行經理蔡智強出面強調並兩次發聲明稿詳加解釋，聲明新舊款電子襪都是世界跆拳道聯合會認可的款式，該公司亦未收到任何禁用舊款之相關文件。且檢錄組如有異議，應在比賽開始前就提出，但當時檢錄組並沒有這麼做。廠商指出：「原廠的使用說明圖示，在腳跟的部分是有貼片的，所以這個商品和設備是符合世盟認證。」不但可使用，且期限是到2012年5月為止。說明書上的圖示除了腳背兩側有兩個深色區塊可貼黏感應片，腳底同樣有兩個深色貼黏區，最關鍵的腳跟部分當然有也深色區塊可使用魔鬼氈黏貼感應片。

### 澄清電子感應片違規說
電子襪代理商聲明稿圖示說明，舊款電子襪按照原廠之規格設計便是用魔鬼沾黏貼方式附著在襪上。新舊兩款最大的差異在於新款是以縫合的方式，直接將感應片縫合在腳心、腳背處新款電子襪後腳跟也有感應貼片，只是縫在內裡，肉眼無法目測。絕無作弊之嫌，可調閱影片以及說明書出來對質。
楊淑君賽前跟對手互踢時，腳後跟感應片還在，但臺灣教練劉聰達指出，裁判在比賽前已要求取下，並棄置在座椅下。根據現場照片及錄影，證明楊淑君在比賽當時，腳後跟並未違規安裝電子感應片。但比賽結束前12秒，技術委員召集人趙磊再度提出質疑，主審裁判洪性天立刻強制中斷比賽，要求楊淑君走下賽場接受檢查，並且向裁判索來場邊劉聰達丟棄於腳邊的舊款感應貼片，據以認定電子襪不合格，直接宣佈楊淑君以0:12失去資格敗北。

### 質疑裁判不公
跆拳比賽的一回合為兩分鐘整，但大會提出質疑的時間點並非開始後之45秒，而是第一回合即將結束前的12秒。所得九分中，六分為兩次下壓得分，由於頭部並沒有電子裝置，所以這兩項攻擊得分與否仍然由裁判按鈕來決定得分，而不是電子襪得分，電子感應得分僅佔兩分，為後踢得分。根據世跆盟規章，只有在選手沒有過磅，或者攻擊裁判、對手等行為，才能直接判定失去資格。違規貼片只能扣分。曾為跆拳道國手的黃志雄表示，20年來從沒看過如此嚴厲的判決，最多重賽、扣分。事发前一天，日本柔道聯盟也嚴厲批評日本隊與中國隊的賽事判決不公，令許多日本和臺灣民眾質疑此次亞運的裁判公正度。

## 申訴與後續發展
2010年11月18日，亞洲跆拳道聯盟與世界跆拳道聯合會二度召開記者會，受邀列席的亞奧會官員法曼（Haider Farman）表示，杨淑君穿戴禁用的电子贴片感应器参加比赛，足以判定其违规。亞奧會不準備介入調查，更不會接受中華臺北代表團的抗議。11月19日晚間七點，中華奧會正式向亞奧會提出申訴，由亞運經理法曼及亞奧會終身榮譽副主席魏紀中受理，亞奧會表示將會要求世界跆拳道聯合會提出解釋。
12月18日，世界跆拳道聯盟於召開懲戒委員會聽取報告，裁決結果12月21日傍晚通報中華民國跆拳道協會，針對霸佔場地，裁決楊淑君停權三個月、教練劉聰達1年8個月、中華跆協罰款5萬美元。這個結果雖然不影響楊淑君在2012年倫敦奧運的參賽資格，但是體委會表示不能接受，將提出國際仲裁。文件中也提到，世界跆拳道聯盟懲戒委員會認為此案，臺灣媒體有操弄及煽動外界觀感的行為，此舉可能破壞世跆盟的形象，而且影響跆拳道為奧運正式項目的資格，世跆盟主席考慮針對此事件進行調查。
2010年12月31日，國際運動仲裁庭（CAS）接受楊淑君的上訴，啟動仲裁程序。臺灣籍世跆盟委員李正勇表示，世跆盟的態度是，若此事進入國際仲裁程序，將會直接將中華跆協停權，使臺灣跆拳無法參加奧運；他並表示跆協應該為此事件負責，因為是他們購買舊款電子襪導致楊淑君被判失去資格，但跆協一直都沒說真話。2011年1月18日，臺灣跆協決定，將於1月31日向世跆會繳交五萬美元的罰款，承認錯誤。
2011年4月30日，世跆盟懲戒委員會做出報告，指出製造這雙襪子的韓國廠商「LaJust」向WTF說明，楊淑君在廣州亞運使用的電子襪是2007年生產作測試使用，並非最終產品；而且這款電子襪只生產2,000雙就停產，不合比賽規定。此事件起因為中華跆協不清楚規定造成，使得楊淑君誤穿不合格電子襪上場，在檢錄員發現異常後，要求楊淑君更換，卻又換上不合格電子襪，因此以她意圖擾亂比賽為理由，判決楊淑君失去比賽資格。後續禁賽處份則是因為楊淑君霸佔比賽場地，影響比賽進行。世跆盟秘書長梁振錫認為此事已經落幕，但中華跆協前理事長陳建平認為，世跆盟說詞反覆，調查期間一直聲稱是違規貼上感應貼片，現在又改口說是電子襪違規。且中華跆協購買的電子襪是由LaJust合法代理商所販售的公開商品，LaJust的檢驗員也在現場，說明這款商品並非測試用，此說法無法讓人心服。
5月16日，中華跆協主席許安進轉述，梁振錫來電，希望中華跆協撤告，以免影響跆拳運動發展。梁振錫說，就算我方勝訴，廣州亞運的比賽結果也不可能改判。如果我方敗訴，世跆總懲戒委員會可能會再對中華跆協進行處分，中華跆協可能會被判禁賽1到2年。許安進則要求世跆盟提供文件，證明該款電子襪是不合規定的。
2011年7月21日，楊淑君發表聲明，為全力準備倫敦奧運與顧全大局，她決定主動向國際運動仲裁庭（CAS）提出撤告。中華跆協主席許安進認為，運動是用來交朋友的，台灣跆拳運動仍然需要亞跆盟與世跆盟的支持。目前應以倫敦奧運為優先，決定撤告將可以換取更多掌聲與友誼。許安進也再次強調，台灣當初使用有問題的電子襪，是被裁定落敗的主因。台灣體委會認為，台灣方面無法提出強力佐證來證明選手的清白，即使提出國際仲裁也難有結果。因此將尊重選手個人意願，支持她撤告。许安进表示，在亚运会上，各国选手穿的电子袜都一样，唯独杨淑君穿的不一样，但是这并非她本人的过错，而是中华台北队相关工作人员的缘故。
2011年8月1日，前跆拳道協會理事長陳建平受訪時指出，新任理事長許安進脅迫跆拳道選手楊淑君撤回告訴，放棄為2010年亞洲運動會跆拳道爭議事件，向國際運動仲裁庭爭取清白的機會。許安進否認此事，並對陳建平提出告訴。

## 媒體報導

### 臺灣媒體
臺灣媒體在事件發生過後的幾天內，持續以大幅的版面報導此事。雖然各家媒體皆對該判決提出質疑，並要求政府應據理力爭，但對此事件所採取的報導方式出現極大差異。一派媒體除報導判決爭議外，也陳述中國與韓國共同（或韓國單方面）有誣陷選手的可能性；另一方的評論則偏向於反省中華台北隊方面可能疏失，並認為抵制情緒不理性。
部分媒體偏向於選手遭誣陷，陳述了陰謀論的可能性，並以較多比例的篇幅報導可能存在的疑點，認定中國技術委員趙磊為個人利益而與韓國世跆盟人士勾結，而導致此判決：此事起因於中國籍技術委員趙磊要求裁判中止比賽，而導致楊淑君選手失去資格；中國選手2008年北京奥运和2012年伦敦奥运女子49公斤级金牌得主吳靜鈺隨後在該量級贏得金牌。由新華網、騰訊，以及吳靜鈺選手個人官方網站等資料可知，趙磊是吳靜鈺的恩師。趙磊曾經被懷疑，為提拔吳靜鈺，於2008年的北京奧運中，犧牲掉同為中國籍的雅典奧運金牌羅微。楊淑君被台湾媒体看好有機會與中國隊選手吳靜鈺爭奪金牌，媒體懷疑此爭議性判決，是為了增加吳靜鈺得金牌的機會；比賽由18日臨時更改提前至17日，可能企圖打亂楊淑君減重時程。
另有媒體以中華台北隊應知道電子襪已被禁用為由，批評中華台北隊也要負責。11月18日，《聯合報》與民視報導，選手可能在不知情的情況下誤用遭禁用的電子襪。今日新聞網引述廣播主持人陳揮文說法，指稱此事件為中華跆協行政疏失。《聯合報》記者王樹衡評論此事，認為中華台北隊部分選手長久以來，參加國際賽存有僥倖心態。假若亞跆盟已通知或亞運技術會議已有規定，而中華台北隊不知情，就是中華台北隊內部的問題。在世跆聯秘書長梁振錫於19日已經正式澄清該款電子襪並未禁用，且楊淑君非因使用不合格電子襪而遭判罰之後，《聯合報》在11月20日仍繼續以中華台北隊應知道該款電子襪禁用之內容發表社論，主張應追究中華台北隊領隊和教練責任，並指出中韓陰謀論會使得對臺灣親善的中國人寒心。
針對反中、反韓風潮，《聯合報》引述楊照說法表示，網友製作短片呼籲國人抵制韓國貨，政治人物號召民眾走上街頭，反映了臺灣人「缺乏理性」、「被害妄想症」且走不出「被欺負的悲情」，是一種「廉價的憤慨」，希望臺灣學習在運動場上服從裁判、接受判決的態度。律師陳長文認為這個事件是媒體煽動而引起，希望臺灣人在抗議前能搞清楚運動比賽的規則。世新大學新聞系副教授劉新白認為在國際賽事上不論再如何不滿裁判的判決，都須尊重，並力挺體委會官員要求選手「吞下去」，是官員說出實話。《聯合晚報》發表社論「政治歸政治，體育歸體育」，呼籲不應將單純的體育事件無限上綱為政治和外交問題。《聯合晚報》記者黃國樑在社論中，暗示此事為民進黨陣營為奪取國民黨政權，故意在媒體上煽動愛國情緒所引起。《聯合報》引述學生曾柏文的看法，指出事實尚待釐清前，就提升到仇中仇韓的集體憤怒，十分危險。南方朔則為此撰文稱「臺灣本身在第一時間的反應不夠專業應為主因――跆拳界居然不知舊款電子襪已禁用之事，而且對現場若有疑問，臺灣的奧會主席等主要負責人也未立即現身表態，而是現場的採訪記者在那裡主控了人們的情緒。」後續一連串媒體煽動與民粹反應，也使政壇朝野不但藉此作為當時新五都選戰的消費目標，也被浪潮牽著鼻子走。由於投鼠忌器，南方朔的評論未見於臺灣媒體，因為評論表示「臺灣泛選舉、泛政治的民粹法西斯情緒其實是相當可怕的，我寫這篇文章自認相當理性，但如果在臺灣刊出，一定免不了會成為這一波民粹主義的箭靶！」

### 中國大陸媒體
杨淑君是在比賽正式開始前的試踢后已按照裁判要求取下感应片，对此中國中央電視台报道中指出“在她入场之后，由技术人员发现了这个问题，要求她将加装的感应装置取出，并请马上把取出的感应装置，上交给仲裁委员会”。这篇报道被一些台湾媒体和网友認为“将現場實播的部分過程顺序调换後才播出，聲稱是在比賽中才被發現電子感應器而取下”，从而认为央视颠倒事实，故意混淆视听和抹黑杨淑君。
人民網以及華奧星空引述賽事委員會和世界跆拳道聯合會的說法，指責楊淑君作弊，違背公平競爭原則而被取消比賽資格。但同时亦对运动员在检录的时候裁判并没有指出杨淑君违规的行为表示质疑，并认为杨淑君被取消比赛资格降低了亚运会跆拳道这个级别比赛的精彩程度。

### 香港媒體
香港《明報》在一則評論裏指出：「跆拳道入奧運項目，韓國人居功厥偉。把跆拳道比賽搞臭，韓國人也難辭其咎。」

### 國際媒體
英國廣播公司、美聯社等國際媒體，第一時間引述賽事委員會的說法，指稱中華臺北之跆拳道選手因違反規則而失去資格。但在臺灣民眾熱烈投書更正和主動提供證據後，國際媒體開始改採質疑公平性的說法，做出平衡報導。
《華盛頓郵報》報導指出，臺灣媒體指責技術委員趙磊應為此事負責，並因而在臺灣引發反中情緒。並指出臺灣兩大親政府平面媒體（應是指《聯合報》與《中國時報》）企圖淡化此事件，馬英九總統被質疑過於忍讓。

### 韓國媒體
韓國電視台「首爾放送」（SBS）在27日的新聞中報導，特派記者鄭由美到臺灣採訪楊淑君，這名中華跆拳道女將對於因她而引發的臺灣反韓情緒，向韓國民眾表達了歉意。
報導並配上楊淑君在廣州亞運會與越南選手比賽的新聞畫面，指出比賽快結束之前，楊淑君因腳後跟貼有不合規定的感應片，被裁定失去資格而淚灑賽場，但她已成為臺灣的「超級明星」，所到之處湧來記者和粉絲，不僅是廣告、甚至演藝圈的邀約也不斷。

## 後續效應

### 臺灣政府與民間態度

#### 政府態度
楊淑君遭到取消資格，全程經由轉播傳至臺灣，當場引起中華臺北代表團成員，以及臺灣社會輿論的強烈抨擊。
中華民國政府第一時間採取審慎的態度。中華奧會祕書長陳國儀說，亞跆盟起初要求臺灣接受判決並提交道歉書，以及懲處霸占比賽場地的楊淑君與教練劉聰達，否則將會取消中華台北隊選手在本屆亞運的所有參賽資格，並再提報世跆盟，禁止中華台北隊參加2011年的亞錦賽（奧運資格賽），封殺臺灣參加2012年倫敦奧運的權利。為不影響其他選手的權益與保全中華台北隊參賽權利，體委會主委戴遐齡同意規勸楊淑君與劉聰達，不在現場抗議，但拒絕了另外兩項要求。11月17日下午，馬英九總統召開小型國安會議，決定優先保住中華台北隊整體的參賽權，再慢慢爭取調查。
同日，體委會副主委陳顯宗對新頭殼記者表示，此事導因於電子襪款式與大會規定不同，教練自己應負責；而由於此乃國際賽事，故「對於這樣不平的判決也只好吞下來」，此言論立即引發輿論挞伐政府過於軟弱。總統馬英九在當日對臺灣媒體表達立場，希望先查明真相，再行抗議。行政院長吳敦義表示政府會支持中華台北隊，據理力爭。
中華民國政府方面主張向大會申訴，繼而爭取國際仲裁，以體育方式解決體育問題。希望臺灣繼續參賽，不要影響比賽進行，也不希望因為此事而影響臺灣與中國、韓國政府之間的關係。但在強大民意的要求及選舉迫近的考量下，態度轉趨強硬。11月18日，陳顯宗一改說法，為其失言道歉，19日請辭獲准。
2010年11月19日，行政院指派政務委員曾志朗前往廣州，隨時為臺灣選手爭取權利。中華民國行政院副院長與體委會主委戴遐齡同一時間在廣州亞運召開國際記者會，嚴肅要求亞跆盟理性公平地處理楊淑君事件，並表示體委會及中華臺北代表團對此事深感憤怒，要求亞跆盟道歉，政府各單位也紛紛作出表態。行政院長吳敦義指出，此事為亞跆盟的錯誤，否認趙磊涉及此事，並對他幫助臺灣不致於遭禁賽的行為表示感謝。

#### 民間反應
臺灣的網路年輕世代在第一時間群情激憤，在網路串聯收集證據和製作影片以證明中華台北隊並無作弊行為。他們希望對政府施壓，要求政府表態支持中華台北隊，並組織向國際媒體投書，希望能夠得到公平報導。臺灣的某些入口網站如Yahoo!奇摩、Yam天空、PChome、MSN.tw、新浪臺灣、Pixnet等在首頁以藏頭詩或圖片的方式支持楊淑君。其中Yahoo!奇摩和Yam天空的官方已承認這的確是工作團隊的創意，希望藉由版面對楊淑君表達支持，其它網站則未就此事發表聲明。
不明人士在Youtube網站故意以同名影片企圖掩蓋臺灣網友提供的影片，但被揭穿。
網路上對於涉及這項爭議判決的中韓兩國有不少不滿的批評，對作出此一判決的動機也有各種揣測。一種猜測是臺灣2009年在香港東亞運跆拳比賽的抗議裁判事件後，遭亞洲跆拳道聯盟在此次報復，也有猜測最後在此一項目奪金的中國相關方面與韓國聯手涉入。許多臺灣人民將全部責任歸於韓國主導的聯盟、裁判與賽事，並開始發動抵制韓國貨運動、在網路發表對韓國及中國的侮辱性言詞，例如以「鼠牛虎兔龍蛇馬羊猴雞韓中」諷刺兩國在此事件中扮演的腳色。後入侵亞洲跆拳道聯盟網站，20日更有激進人士到臺北韓僑小學擲雞蛋洩憤。外交部和教育部皆呼籲民眾保持理性。
也有不少人認為由北京方面及中國媒體的反應，推斷中國大陸同樣有責任，如有台湾媒体认为中國中央電視台的新闻报道“通过移花接木的手段”营造楊淑君是在比赛进行中被要求取下感应片的假象以显示其违规（事实上央视新闻已在新闻一开始就说明了杨淑君是在赛前撕下感应片的），並認為統媒誇大反韓情緒，淡化趙磊等人在此事件中的角色。

#### 政治影響
臺灣此時正面臨五個直轄市的選舉，或因為選票考量，朝野各黨派的人士皆為此事向媒體發聲。身為最大在野黨的民進黨批評政府處理態度一味親中，過於軟弱。國民黨主席馬英九在北縣輔選幹部會議中，擔心年輕族群的憤怒有可能衝擊國民黨的選情。秘書長金溥聰指責民進黨為了五都勝選而故意操作此事，民進黨則反擊，指出馬英九政府長期對中國的軟弱態度是造成這個事件的主因。

### 中國大陸

#### 黨政機關態度
中共中央台灣工作辦公室主任王毅對聯合報記者說明，楊淑君遭判失去資格一事並非中國委员告密，而是亞跆盟做出的技術判決，與中國無關。發言人范麗青表示，事件的起因是一名技術工程師發現楊淑君所穿電子襪腳後跟多出兩片感應貼片，認爲不符規定，亞跆盟據此做出判決。中共中央台辦已敦促亞跆盟要求能作出「實事求是的說明」，并维护运动员的正当权益。對於亞跆拳盟裁判的判決，中國不便作出評論。她还表示，赵磊并不是該量級金牌得主吳靜鈺的教练，最終判定也不是趙磊所決定。裁判原本要對中華臺北全隊做出禁赛重罰，因赵磊的反對才讓中華臺北跆拳代表隊的損失降至最低，使中华臺北女子跆拳道队能够继续参赛。對於所謂的中國陰謀論，范麗青表示：截止11月23日，中华臺北队在本届廣洲亚运会上已经取得了12枚金牌、11枚银牌、29枚铜牌的優良成绩，在奖牌榜上位居第四位，已取得了中华臺北队在亚运会上最好的紀錄，创造了历史记录，所以部份臺灣媒體沒必要炒作「陰謀論」。
廣州市人民政府副秘书长陈绍康表示，亚运会各项体育比赛中的技术决定是由亚奥理事会及相关的亚洲或国际体育单项组织负责，最终判决與主办方無直接關係，並希望事件能順利解決。

#### 民眾反應
根據媒體轉述，中華人民共和國廣州市當地的觀眾在這起爭議裁判事件中，被認為是站在楊淑君一方，當時在以中國人佔多數的賽場觀眾群裡也對判決發出噓聲，還喊出「臺北加油」。北京青年报曾于其网站举行关于「如何看待中华臺北选手因器材问题被判负」的投票，调查结果显示过半数的网民认为器材检查应该在赛前，反对在比赛进行后取消选手资格。

### 韓國政府與民間態度
韓國政府密切關注亞運「楊淑君事件」造成的影響，並對臺灣民眾的反韓情緒表示遺憾，已要求駐臺灣代表部掌握最新進展。韓國官員表示此次事件「並不是由政府出面對應的性質」，但也要求世跆盟應及早調查並公布事實真相。韓國駐台代表部19日向所有韓國在台僑民、旅客、學生和組織發出公文，要求上述單位或團體注意「楊淑君事件」造成的影響。為確保個人安全，對此事發表評論時應謹言慎行。
韓國跆拳道協會表示，這件事是主辦國中國與中華臺北隊之間的關係，跟韓國方面絕對無關。韓國聯合通訊社則自臺北發出新聞稿報導此一事件，提及臺灣民眾反韓情緒強烈，不僅抵制韓國商品，甚至還到行政院體育委員會的大樓前焚燒韓國國旗、演諷刺劇。《朝鮮日報》則指出，韓國在跆拳道女子49公斤級預賽並沒有參賽，裁判也不是韓國人，若將失去資格的爭議歸咎於韓國，完全不合邏輯。另一家體育報則對在臺灣持續延燒的反韓情緒表示憂心，該媒體或因不了解臺灣民眾認為世跆盟和亞跆盟由韓國人掌控，而不解臺灣人為何會將不滿發洩至韓國人頭上。楊淑君和劉聰達也同聲為韓國緩頰，希望臺灣民眾能平息反韓情緒。

### 亞跆盟官方處置
亞洲跆拳道聯盟的網站因此事件而遭到臺灣駭客侵入並竄改內容以表達不滿，官方在無預警情況下全面封鎖來自臺灣IP的訪客。

## 相關人物後續

### 吳慶堂
2010年，因此爭議事件引發的民族主義情緒，時任行政院長吳敦義在公開場合承諾，將比照亞運金牌得主，頒發同額獎金給選手楊淑君。但因查無法源依據，無法動用政府資金，後由台南市商人、桃園市私立治平高中董事長吳慶堂捐贈300萬元，作為楊淑君的獎金。

### 趙磊
2011年，趙磊涉嫌收受河南省30萬人民幣賄款，幫忙河南省在全國運動會上奪得金牌，遭到逮捕。2015年1月4日，法院一審判決，趙磊接受請託收受錢款，符合受賄罪的犯罪構成要件，判處趙磊有期徒刑10年，沒收賄款30萬元。